# Подішу (Селаж)
Подішу (рум. Podișu) — село у повіті Селаж в Румунії. Входить до складу комуни Ілянда.
Село розташоване на відстані 374 км на північний захід від Бухареста, 43 км на схід від Залеу, 60 км на північ від Клуж-Напоки.

## Населення
За даними перепису населення 2002 року у селі проживали 159 осіб, усі — румуни. Усі жителі села рідною мовою назвали румунську.